# Bahnhof Oketo
Der Bahnhof Oketo (japanisch 置戸駅, Oketo-eki) ist ein ehemaliger Bahnhof auf der japanischen Insel Hokkaidō. Er befand sich in der Unterpräfektur Tokachi auf dem Gebiet der Stadt Oketo und war von 1911 bis 2006 in Betrieb. Seit 2012 wird er als Kunstmuseum genutzt.

## Beschreibung

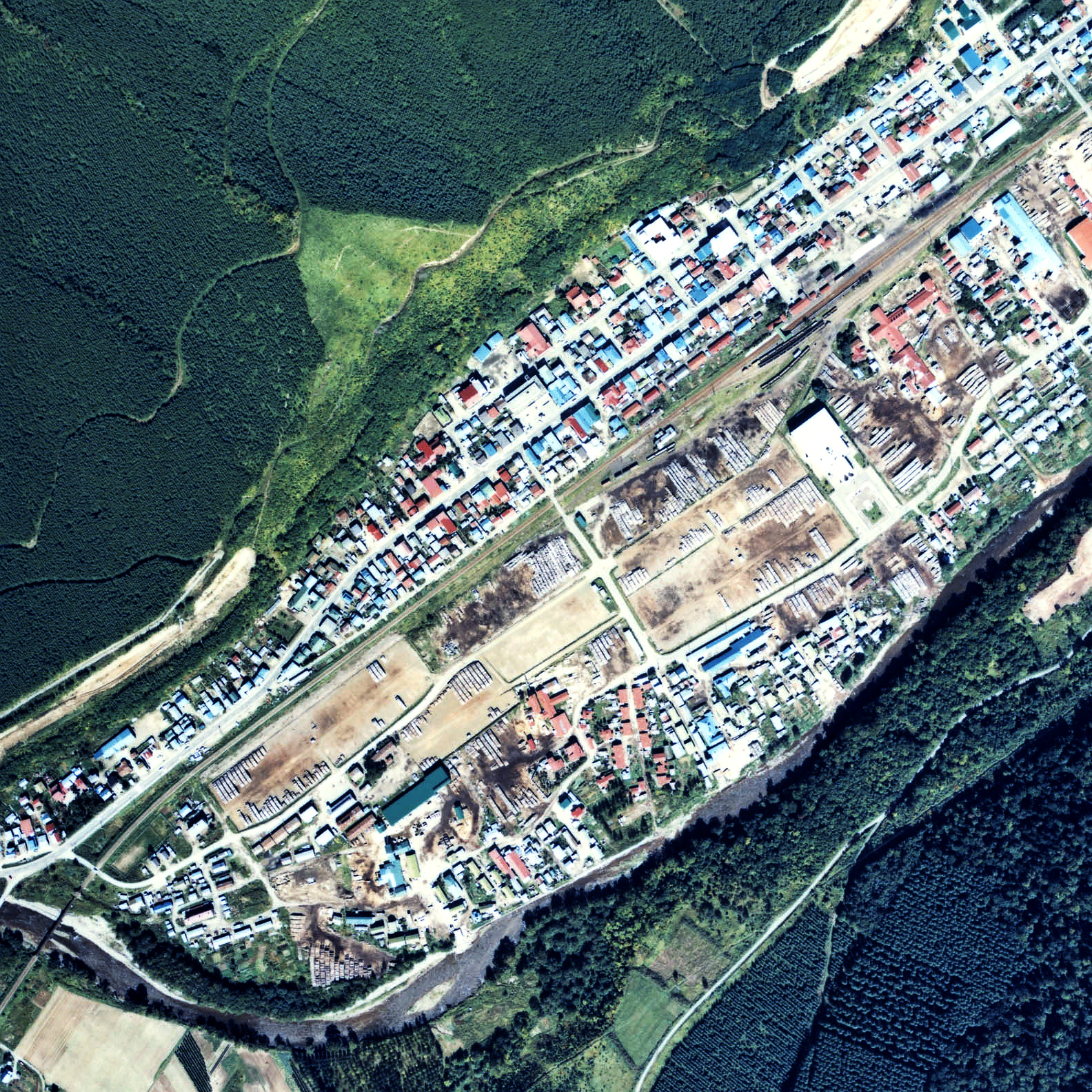
Luftansicht (1977)

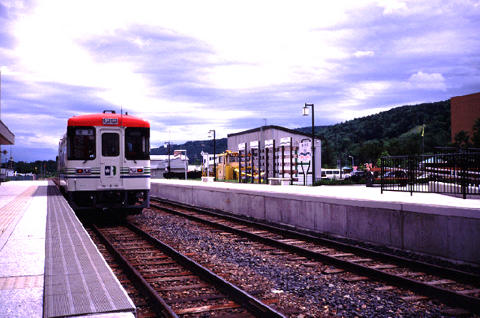
CR75-3 wartet auf die Abfahrt am Bahnhof Oketo

Oketo war ein Anschlussbahnhof an der Furusato-Ginga-Linie von Ikeda nach Kitami. Der Bahnhof lag im Stadtzentrum und war von Südwesten nach Nordosten ausgerichtet, nach Westen zweigte die Oketo-Waldbahn ab. Vor 1996 besaß er drei Gleise für den Personenverkehr. Diese lagen am Hausbahnsteig und an einem Mittelbahnsteig, der durch eine Überführung mit dem Empfangsgebäude an der Nordwestseite der Anlage verbunden war. An der Südostseite erstreckten sich weitläufige Holzlagerplätze und holzverarbeitende Industriebetriebe, die durch mehrere Gütergleise erschlossen wurden. Nach einem Umbau präsentierte sich der Bahnhof als zweigleisige Anlage mit Seitenbahnsteigen.
Im zweiten Stockwerk des früheren Empfangsgebäudes ist seit 2012 das Kunstmuseum Oketo Poppo Kaiga-kan (置戸ぽっぽ絵画館) untergebracht. Es zeigt rund 500 Werke (überwiegend Gemälde), die entweder von anonymen Künstlern stammen oder gespendet wurden. Der Museumsbetrieb wird von einer Non-Profit-Organisation mit etwa 150 Freiwilligen organisiert.

## Geschichte

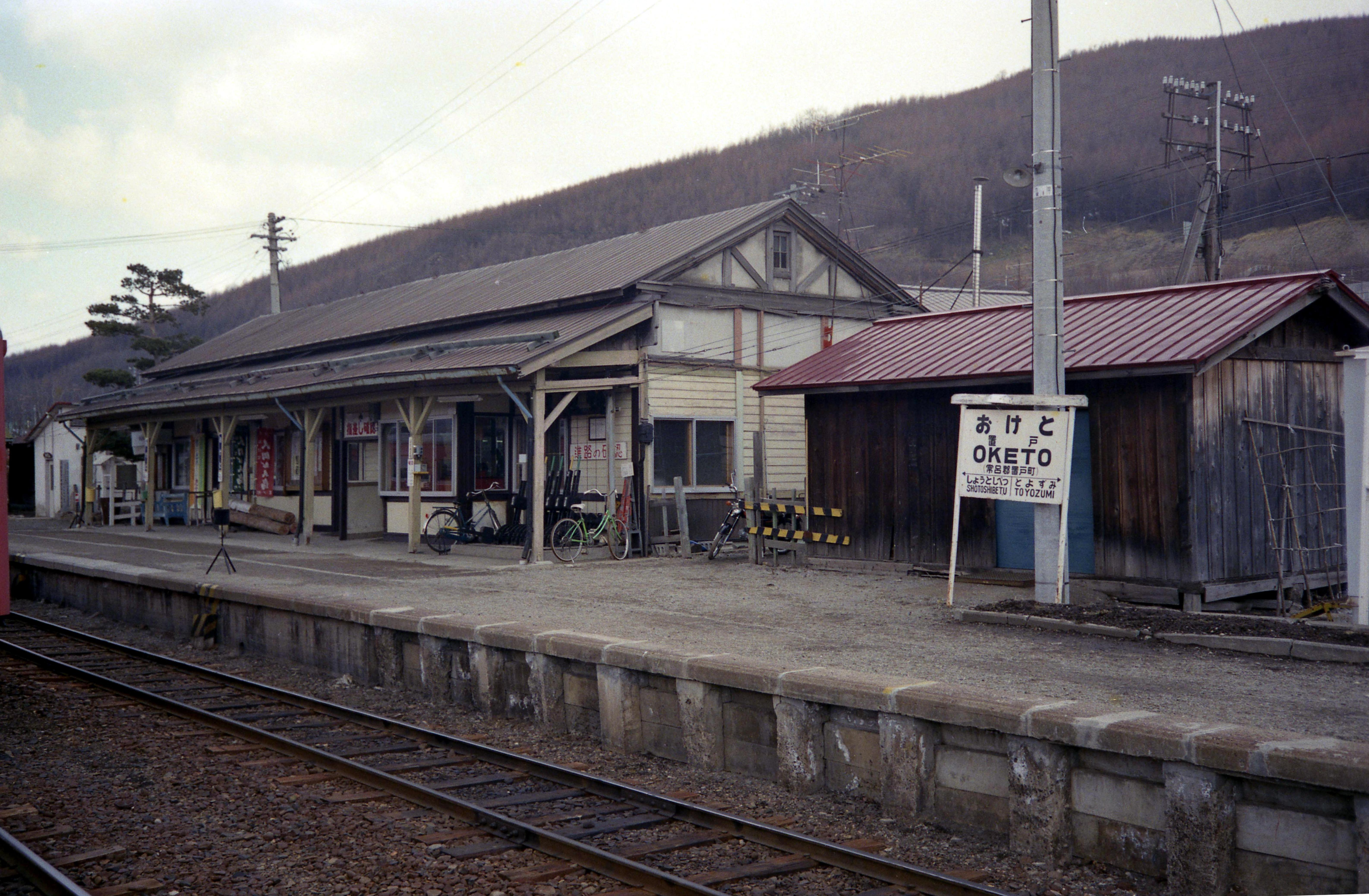
Früheres Empfangsgebäude (März 1989)

Das Eisenbahnamt (das spätere Eisenbahnministerium) eröffnete den Bahnhof am 25. September 1911, zusammen mit dem zweiten Abschnitt der Abashiri-Linie von Rikubetsu nach Kitami. Ab 1912 trug die Abashiri-Linie die Bezeichnung Abashiri-Hauptlinie. 1920 begann der Bau der Oketo-Waldbahn, um die Forstwirtschaft in den umliegenden Wäldern zu fördern. Ab November 1921 waren eine 16,6 km lange Hauptstrecke und zwei Zweigstrecken von 9,6 und 11,8 km Länge in Betrieb. Bis 1925 waren die Zweigstrecken auf 25,1 und 24,9 km Länge angewachsen. 1961 wurde die Waldbahn zugunsten neu errichteter Straßen stillgelegt.
1961 erfolgte die Umbenennung der Abashiri-Hauptlinie in Chikoho-Linie. Aus Kostengründen stellte die Japanische Staatsbahn am 29. März 1982 den Güterumschlag ein, am 1. Februar 1984 auch die Gepäckaufgabe. Im Rahmen der Staatsbahnprivatisierung ging der Bahnhof am 1. April 1987 in den Besitz von JR Hokkaido über. Die lokale Privatbahngesellschaft Hokkaidō Chihoku Kōgen Tetsudō übernahm die Strecke am 4. Juni 1989 und benannte sie in Furusato-Ginga-Linie um. Ab 1991 bot sie Schnellzüge zwischen Kitami und Obihiro an, die auch in Oketo hielten. Das eher schlicht gehaltene Empfangsgebäude aus dem Jahr 1932 wurde 1996 durch einen zweigeschossigen Neubau aus Stahlbeton ersetzt.
Die Hokkaidō Chihoku Kōgen Tetsudō gab den Bahnbetrieb auf und legte die Furusato-Ginga-Linie am 21. April 2006 still. Nachdem das Bahnhofsgebäude fast ein Jahr lang leer gestanden war, zog im April 2007 eine Zahnklinik ein. Im Februar 2012 suchte die Zeitung Yomiuri Shimbun nach einem permanenten Ausstellungsort für anonyme und gespendete Kunstwerke, woraufhin sich ein Komitee von Kunstfreunden bildete. Dieses richtete im zweiten Stockwerk das Kunstmuseum Oketo Poppo Kaiga-kan ein und eröffnete es am 25. Oktober 2012.